# Tehov (Praha-východ)
Tehov è un comune della Repubblica Ceca facente parte del distretto di Praha-východ, in Boemia Centrale.